# Palais De Felice
Le palais De Felice est un château situé dans la ville de Rosciano, province de Pescara, dans les Abruzzes.